# Lijnvlucht
Een lijnvlucht is een vlucht die, in tegenstelling tot een chartervlucht, op regelmatige, vooraf vastgestelde uren vliegt tussen twee of meer punten gedurende het gehele jaar. Een lijnvlucht wordt uitgevoerd in opdracht van een luchtvaartmaatschappij en tickets worden meestal rechtstreeks aan de klant verkocht.
Voor lijnvluchten gelden vaak andere regels dan voor chartervluchten. Binnen de Europese Unie mogen mensen die niet uit een EU-land afkomstig zijn vaak enkel een lijnvlucht naar hun thuisland nemen en er moet aan bepaalde voorwaarden voldaan worden door de luchtvaartmaatschappij om een lijnvlucht te mogen doen naar het land van bestemming.

## Records

### Oudste lijnvlucht
De luchtlijn St. Petersburg-Tampa staat bekend als de oudste lijnvlucht ter wereld. De lijn liep tussen St. Petersburg en Tampa over de Tampabaai. Op 1 januari 1914 startte de SPT Airboat Line de eerste lijndienst met een vleugelvliegtuig, Antony H. Jannus bestuurde de Benoist Type XIV op zijn eerste vlucht tussen St. Petersburg en Tampa.

### Langste lijnvluchten in afstand of tijd
Van 1943 tot 1945 vloog Qantas een wekelijkse verbinding tussen Nedlands in West-Australië en Galle in Ceylon, nu Sri Lanka. Het traject van 6.480 km over de Indische Oceaan met een Consolidated PBY Catalina had een vluchttijd van 27 tot 33 uur. Het vertrekuur was zo ingepland dat het overvliegen van door Japan gecontroleerd gebied 's nachts gebeurde. De vlucht kreeg de benaming "The Double Sunrise" omdat bemanning en passagiers twee zonsopgangen meemaakten tijdens het traject.
Op 1 oktober 1957 vertrok een Lockheed L-1649 Starliner van Trans World Airlines voor de eerste maal op de route van 8.640 km van Londen naar San Francisco, een vlucht die 23u. en 19 min. duurde. Het record in afstand werd reeds in juni 1961 gebroken toen El Al de route van New York naar Tel Aviv in gebruik nam, 9.270 km in tussen 9 en 10 uur vliegtijd.
Van augustus 1967 tot 1976 had Aerolineas Argentinas het lengterecord met een Boeing 707 service over de 10.062 km tussen Madrid en Buenos Aires in 12 u. In april 1976 brak Pan Am het record met een nieuwe Boeing 747SP middels de 10.854 km op New York–Tokyo. In december dat jaar was het terug Pan Am die met Sydney–San Francisco en 11.937 km de grenzen verlegde.
In maart 2001 boden zowel Continental Airlines Newark – Hong Kong (13.578 km in meer dan 16 uur) als United Airlines New York – Hong Kong (13.581 km). In februari 2004 startte Singapore Airlines een lijnvlucht van 14.113 km Singapore – Los Angeles. De reistijd is afhankelijk van het seizoen: de heenreis neemt 16u30 in de zomer en 15u35 in de winter, de terugreis 17u20 in de zomer en 18u05 in de winter. Drie maanden later startte vervolgens in juni 2004 de huidige recordhouder Singapore Airlines vlucht SQ21 met een Airbus A340-500 over 15.344 km van Newark via de Noordpool naar Singapore in 18u. De terugvlucht SQ22 heeft een nog grotere afstand van 16.600 km over Azië en Alaska terug naar Newark en duurt gemiddeld maar 17u45 dankzij de meestal heersende windrichtingen op hoge hoogte.
Vijf jaar later stortte door de sterk stijgende olieprijzen de markt voor ultralange afstandsvluchten in. De hoeveelheid brandstof die vliegtuigen moeten meenemen (en het gewicht hiervan) voor de hele vlucht heeft een impact op de rentabiliteit van de vlucht gekregen. Singapore Airlines stopte Singapore-Newark in november 2013 om die reden.

### Kortste lijnvlucht
De kortste lijnvlucht is sinds 1967 de verbinding tussen de Orkneyeilanden Papa Westray en Westray, waar Loganair voor British Airways vlucht BA8872 verzorgt met een Britten-Norman BN2 Islander. De verbinding van 2,7 km wordt volgens schema in 2 minuten uitgevoerd, maar het record ligt op 47 seconden vluchttijd, en in stormweer waren er vluchten van 12 minuten. Tickets zijn door de maximaal acht passagiers enkel cash te betalen aan de piloot. Met 14 £ dus 7 pond per minuut is de vlucht duurder per minuut dan vluchten met de Concorde ooit waren. Op 31 oktober 2016 werd de miljoenste passagier op de route gevierd.